# How I Met Your Mother (mùa 3)
Phần thứ ba của loạt phim hài kịch tình huống truyền hình dài tập Hoa Kỳ How I Met Your Mother được công chiếu từ ngày 24 tháng 9 năm 2007 và kết thúc ngày 19 tháng 5 năm 2008. Phần phim này bao gồm 20 tập, mỗi tập kéo dài xấp xỉ 22 phút. Đài CBS công chiếu phần này vào các tối thứ Hai lúc 8:00 tại Hoa Kỳ, cho đến khi bị gián đoạn bởi cuộc đình công của các tác giả Mỹ năm 2007-2008. Phim phải dời lại đến ngày 17 tháng 3 năm 2008 trong khung giờ 8:30 tối. Trọn bộ phần ba được phát hành dưới dạng DVD tại Khu vực 1 ngày 7 tháng 10 năm 2008. Tại Anh, bộ phim được trình chiếu trên đài E4 hàng đêm kể từ ngày 30 tháng 10 năm 2009 lúc 7:30.

## Dàn diễn viên

### Diễn viên chính
- Josh Radnor trong vai Ted Mosby (20 tập)
- Jason Segel trong vai Marshall Eriksen (20 tập)
- Cobie Smulders trong vai Robin Scherbatsky (20 tập)
- Neil Patrick Harris trong vai Barney Stinson (20 tập)
- Alyson Hannigan trong vai Lily Aldrin (20 tập)
- Bob Saget (không được ghi tên) trong vai Ted Mosby Tương lai (lồng tiếng) (20 tập)

| - Lyndsy Fonseca trong vai Penny (10 tập, 2007–2008) - David Henrie trong vai Luke (10 tập, 2007–2008) - Charlene Amoia trong vai Nữ bồi bàn Wendy (4 tập, 2007–2008) - Sarah Chalke trong vai Stella (3 tập, 2008) - Marshall Manesh trong vai Ranjit (2 tập, 2008) - Bryan Callen trong vai Bilson (1 tập, 2008) | - Britney Spears trong vai Abby (2 tập) - Enrique Iglesias trong vai Gael (2 tập) - Maggie Wheeler trong vai Margaret (1 tập) - John Cho trong vai Jefferson Coatsworth (1 tập) - Mandy Moore trong vai Amy (1 tập) - James Van Der Beek trong vai Simon (1 tập) - Heidi Klum trong vai herself (1 tập) - Abigail Spencer trong vai Blah Blah (1 tập) - Doug Benson trong vai Gã ăn mặc ngầu (1 tập) |

## Các tập phim
| Số tập tổng thể | Số tập theo phần | Tên tập phim              | Đạo diễn      | Biên kịch                                | Ngày công chiếu      | Mã sản xuất | Khán giả Hoa Kỳ (theo triệu người) |
| --------------- | ---------------- | ------------------------- | ------------- | ---------------------------------------- | -------------------- | ----------- | ---------------------------------- |
| 45              | 1                | "Wait for It"             | Pamela Fryman | Carter Bays & Craig Thomas               | 24 tháng 9 năm 2007  | 3ALH01      | 8.12                               |
| 46              | 2                | "We're Not from Here"     | Pamela Fryman | Chris Harris                             | 1 tháng 10 năm 2007  | 3ALH02      | 7.88                               |
| 47              | 3                | "Third Wheel"             | Pamela Fryman | David Hemingson                          | 8 tháng 10 năm 2007  | 3ALH04      | 7.96                               |
| 48              | 4                | "Little Boys"             | Rob Greenberg | Kourtney Kang                            | 15 tháng 10 năm 2007 | 3ALH03      | 7.71                               |
| 49              | 5                | "How I Met Everyone Else" | Pamela Fryman | Gloria Calderon Kellett                  | 22 tháng 10 năm 2007 | 3ALH05      | 8.50                               |
| 50              | 6                | "I'm Not That Guy"        | Pamela Fryman | Jonathan Groff                           | 29 tháng 10 năm 2007 | 3ALH06      | 8.55                               |
| 51              | 7                | "Dowisetrepla"            | Pamela Fryman | Brenda Hsueh                             | 5 tháng 11 năm 2007  | 3ALH07      | 8.77                               |
| 52              | 8                | "Spoiler Alert"           | Pamela Fryman | Stephen Lloyd                            | 12 tháng 11 năm 2007 | 3ALH08      | 8.58                               |
| 53              | 9                | "Slapsgiving"             | Pamela Fryman | Matt Kuhn                                | 19 tháng 11 năm 2007 | 3ALH09      | 8.06                               |
| 54              | 10               | "The Yips"                | Pamela Fryman | Jamie Rhonheimer                         | 26 tháng 11 năm 2007 | 3ALH10      | 7.91                               |
| 55              | 11               | "The Platinum Rule"       | Pamela Fryman | Carter Bays & Craig Thomas               | 10 tháng 12 năm 2007 | 3ALH11      | 8.49                               |
| 56              | 12               | "No Tomorrow"             | Pamela Fryman | Carter Bays & Craig Thomas               | 17 tháng 3 năm 2008  | 3ALH12      | 9.73                               |
| 57              | 13               | "Ten Sessions"            | Pamela Fryman | Chris Harris, Carter Bays & Craig Thomas | 24 tháng 3 năm 2008  | 3ALH14      | 10.67                              |
| 58              | 14               | "The Bracket"             | Pamela Fryman | Joe Kelly                                | 31 tháng 3 năm 2008  | 3ALH13      | 9.50                               |
| 59              | 15               | "The Chain of Screaming"  | Pamela Fryman | Carter Bays & Craig Thomas               | 14 tháng 4 năm 2008  | 3ALH15      | 7.99                               |
| 60              | 16               | "Sandcastles in the Sand" | Pamela Fryman | Kourtney Kang                            | 21 tháng 4 năm 2008  | 3ALH16      | 8.45                               |
| 61              | 17               | "The Goat"                | Pamela Fryman | Stephen Lloyd                            | 28 tháng 4 năm 2008  | 3ALH17      | 8.84                               |
| 62              | 18               | "Rebound Bro"             | Pamela Fryman | Jamie Rhonheimer                         | 5 tháng 5 năm 2008   | 3ALH18      | 8.36                               |
| 63              | 19               | "Everything Must Go"      | Pamela Fryman | Jonathan Groff & Chris Harris            | 12 tháng 5 năm 2008  | 3ALH19      | 8.93                               |
| 64              | 20               | "Miracles"                | Pamela Fryman | Carter Bays & Craig Thomas               | 19 tháng 5 năm 2008  | 3ALH20      | 7.99                               |